# Раст (Долж)
Раст (рум. Rast) насеље је и општина у Румунији у жупанији Долж. Oпштина се налази на надморској висини од 33 m.

## Становништво
Према подацима из 2021. године у насељу је живело 3.198 становника.